# Tarde o temprano (álbum)
Tarde o temprano es el título del tercer álbum de estudio grabado por el cantautor puertorriqueño Tommy Torres. Fue lanzado al mercado por la compañía discográfica Warner Music Latina el 1 de abril de 2008. El álbum obtuvo una nominación para el Premio Grammy al Mejor Álbum de Pop Latino en la 51°. edición anual de los Premios Grammy celebrada el domingo 8 de febrero de 2009,

## Lista de canciones
Todas las canciones escritas y compuestas por Tommy Torres a excepción de pegadito con colaboración de mundow y afo verde en pegadito. 
| Tarde o temprano |                                    |                                               |          |  |
| N.º              | Título                             | Escritor(es)                                  | Duración |  |
| 1.               | «Por un beso tuyo»                 | Tommy Torres                                  | 3:13     |  |
| 2.               | «Pegadito»                         | Tommy Torres                                  | 3:39     |  |
| 3.               | «Interludio jíbaro»                | Tommy Torres                                  | 0:44     |  |
| 4.               | «Lamento»                          | Tommy Torres                                  | 3:32     |  |
| 5.               | «Tarde o temprano»                 | Tommy Torres                                  | 4:21     |  |
| 6.               | «Por amor»                         | Tommy Torres                                  | 4:25     |  |
| 7.               | «El trabajito» (con Tego Calderón) | Tommy Torres · Tego Calderón · Manuel Jiménez | 3:19     |  |
| 8.               | «Mar adentro»                      | Tommy Torres · J. Diez                        | 4:12     |  |
| 9.               | «Imparable» (con Jesse & Joy)      | Tommy Torres                                  | 3:42     |  |
| 10.              | «Los otros cinco»                  | Tommy Torres                                  | 4:07     |  |
| 11.              | «Fin de capítulo»                  | Tommy Torres                                  | 4:14     |  |
| 38:07            |                                    |                                               |          |  |

- Datos: Q18649823